# Scharaf ad-Din at-Tusi
Scharaf ad-Din al-Muzaffar ibn Muhammad ibn al-Muzaffar at-Tusi (vollständig arabisch شرف الدين المظفر بن محمد بن امظفر الطوسي, DMG Šaraf ad-Dīn al-Muẓaffar bin Muḥammad bin al-Muẓaffar aṭ-Ṭūsī, auch persisch شرف‌ الدین مظفر بن محمد بن مظفر طوسی, DMG Šaraf ad-Dīn Muẓaffar-i Ṭūsī und شرف الدین مسعودی, DMG Šaraf ad-Dīn-i Mas‘ūdī; * um 1135 bei Tūs, Provinz Chorasan, Iran; † 1213 im Iran) war ein persischer Mathematiker und Astronom.
Über sein Leben ist wenig bekannt. Um 1154 hielt er sich in Damaskus auf, wo er Mathematik und Astronomie (Euklid, Claudius Ptolemäus) unterrichtete. Ebenso lehrte er auch in Aleppo, wo er sowohl Juden als auch Muslimen Unterricht gab. Danach ging er nach Mosul, wo er Kamal al-Din ibn Yunus unterrichtete, den Lehrer von Nasir ad-Din at-Tusi. Um die Zeit der Eroberung von Damaskus durch Saladin (1174) kehrte er in den Iran zurück. Gegen Ende seines Lebens unterrichtete er in Bagdad, wo er 1209 auch sein Werk über Algebra schrieb. Es ist in einer Bearbeitung eines unbekannten Autors erhalten.
In seiner Algebra behandelte er Gleichungen bis zum dritten Grad, wobei er Anwendungen in der Geometrie im Auge hatte (Roshdi Rashed). In der Diskussion der Existenz von Lösungen einzelner kubischer Gleichungen verwendete er schon implizit die Ableitung einer Funktion (in diesem Fall eines Polynoms bei der Bestimmung von dessen Maximalwert).
Bei ihm findet sich auch schon das Horner-Schema zur Nullstellenberechnung kubischer Polynome.
Er erfand auch ein Stab-Astrolabium und veröffentlichte darüber.
2016 wurde der Asteroid (7058) Al-Ṭūsī nach ihm benannt.